# Burkina Faso na Letnich Igrzyskach Olimpijskich 1996
Burkina Faso na Letnich Igrzyskach Olimpijskich 1996 reprezentowało 5 zawodników, 3 mężczyzn i 2 kobiety.

## Skład kadry

### Boks
Mężczyźni
- Idrissa Kabore - waga lekka, do 60 kg (odpadł w 2 rundzie)

### Lekkoatletyka
Mężczyźni
- Oliver Sanou - skok wzwyż (spalił wszystkie próby)
- Franck Zio - skok w dal (spalił wszystkie próby)

Kobiety
- Irène Tiendrébéogo - skok wzwyż - 29. miejsce
- Chantal Ouoba - trójskok 27. miejsce